# К-391 «Братськ»
| К-391 «Братськ»                                                                               | К-391 «Братськ»                                                             | К-391 «Братськ»                                                             |
| --------------------------------------------------------------------------------------------- | --------------------------------------------------------------------------- | --------------------------------------------------------------------------- |
| К-391 «Братск»                                                                                |                                                                             |                                                                             |
|                                                                                               |                                                                             |                                                                             |
| Схематичне зображення підводного човна проєкту 971 «Щука-Б», до якого належав К-391 «Братськ» |                                                                             |                                                                             |
| Верф                                                                                          | завод № 199, Комсомольськ-на-Амурі                                          | завод № 199, Комсомольськ-на-Амурі                                          |
| Під прапором                                                                                  | СРСР Росія                                                                  | СРСР Росія                                                                  |
| Належність                                                                                    | Військово-морський флот СРСР · Військово-морські сили Російської Федерації  | Військово-морський флот СРСР · Військово-морські сили Російської Федерації  |
| Порт приписки                                                                                 | Вілючинськ, Бухта Крашеніннікова                                            | Вілючинськ, Бухта Крашеніннікова                                            |
| На честь                                                                                      | Братськ                                                                     | Братськ                                                                     |
| Закладений                                                                                    | 23 лютого 1988                                                              | 23 лютого 1988                                                              |
| Спуск на воду                                                                                 | 14 квітня 1989                                                              | 14 квітня 1989                                                              |
| Введений до складу флоту                                                                      | 29 грудня 1989                                                              | 29 грудня 1989                                                              |
| Перейменований                                                                                | З 13 квітня 1993 року — «Кит», з 10 вересня 1997 року — «Братськ»           | З 13 квітня 1993 року — «Кит», з 10 вересня 1997 року — «Братськ»           |
| Виведений зі складу флоту                                                                     | 2022                                                                        | 2022                                                                        |
| На службі                                                                                     | 1989–2022                                                                   | 1989–2022                                                                   |
| Сучасний статус                                                                               | перебуває в процесі утилізації                                              | перебуває в процесі утилізації                                              |
| Бойовий досвід                                                                                | Холодна війна                                                               | Холодна війна                                                               |
| Проєкт                                                                                        |                                                                             |                                                                             |
| Тип ПЧ                                                                                        | багатоцільовий атомний підводний човен                                      | багатоцільовий атомний підводний човен                                      |
| Розробник проєкту                                                                             | СПМБМ «Малахіт»                                                             | СПМБМ «Малахіт»                                                             |
| Класифікація НАТО                                                                             | Akula-II                                                                    | Akula-II                                                                    |
| Основні характеристики                                                                        |                                                                             |                                                                             |
| Швидкість (надводна)                                                                          | 16,5 вузлів (30,5 км/год)                                                   | 16,5 вузлів (30,5 км/год)                                                   |
| Швидкість (підводна)                                                                          | 27 вузлів (50 км/год)                                                       | 27 вузлів (50 км/год)                                                       |
| Робоча глибина занурення                                                                      | 520 м                                                                       | 520 м                                                                       |
| Гранична глибина занурення                                                                    | 600 м                                                                       | 600 м                                                                       |
| Автономність плавання                                                                         | 100 діб                                                                     | 100 діб                                                                     |
| Екіпаж                                                                                        | 73 особи                                                                    | 73 особи                                                                    |
| Розміри                                                                                       |                                                                             |                                                                             |
| Довжина найбільша (по КВЛ)                                                                    | 110,3 м                                                                     | 110,3 м                                                                     |
| Ширина корпусу найб.                                                                          | 13,6 м                                                                      | 13,6 м                                                                      |
| Середня осадка (по КВЛ)                                                                       | 9,6 м                                                                       | 9,6 м                                                                       |
| Водотоннажність надводна                                                                      | 8 140 т                                                                     | 8 140 т                                                                     |
| Водотоннажність підводна                                                                      | 12 770 т                                                                    | 12 770 т                                                                    |
| Силова установка                                                                              |                                                                             |                                                                             |
| Атомна: 1 × ядерний ректор ОК-650Б3                                                           |                                                                             |                                                                             |
| Гвинти                                                                                        | 2                                                                           | 2                                                                           |
| Потужність                                                                                    | 190 МВт                                                                     | 190 МВт                                                                     |
| Озброєння                                                                                     |                                                                             |                                                                             |
| Торпедно- мінне озброєння                                                                     | 4 × 650-мм торпедні апарати (12 торпед) і 4 × 533-мм ТА калібру (28 торпед) | 4 × 650-мм торпедні апарати (12 торпед) і 4 × 533-мм ТА калібру (28 торпед) |
| Ракетне озброєння                                                                             | ракетний комплекс морського базування РК-55 «Гранат»                        | ракетний комплекс морського базування РК-55 «Гранат»                        |
| ППО                                                                                           | ПЗРК «Стріла-3М»                                                            | ПЗРК «Стріла-3М»                                                            |

К-391 «Братськ» (рос. К-391 «Братск») — радянський та російський багатоцільовий атомний підводний човен проєкту 971 «Щука-Б». Закладений 23 лютого 1988 року під назвою К-391 на заводі заводі № 199 у Комсомольськ-на-Амурі під заводським номером 514. 14 квітня 1989 року спущений на воду. 29 грудня 1989 року включений до складу Тихоокеанського флоту ВМФ СРСР. 13 квітня 1993 року отримав найменування «Кит», а 10 вересня 1997 року у зв'язку із встановленням шефства над човном адміністрацією Братська — ім'я цього міста.

## Історія
28 лютого 1990 року увійшов до складу 45-ї дивізії підводних човнів 2-ї флотилії підводних човнів Тихоокеанського флоту з базуванням у Вілючинську (бухта Крашенінникова). Протягом 1990 року на К-391 проходили розширені акустичні випробування, після яких на підводному човні було проведено різні роботи зі зниження рівня шумності підводного човна.
10 вересня-25 листопада 1991 року виконував завдання бойової служби, показавши рекордний час безперервного стеження за іноземними підводними човнами — 380 годин. 2 грудня 1993 року вперше в історії радянського ВМФ успішно виконав пуск двох крилатих ракет комплексу С-10 «Гранат» з одного району бойових дій з різних польотних завдань.
У серпні 1997 року проводив чотиригодинне стеження за американським підводним човном типу «Лос-Анджелес».
У жовтні 2003 року прибув на ВАТ «Північно-східний ремонтний центр» до Вілючинська для ремонту та модернізації.
26 вересня 2014 року К-391 «Братськ» та К-295 «Самара» були доставлені голландським судном-доком «Трансшельф» по Північному морському маршруту з Петропавловська-Камчатського до судноремонтного заводу «Звєздочка» до Сєверодвінська для продовження ремонтних робіт. Ремонт планувалося розпочати у 2020 році та завершити його до 2025 року. 2022 року ремонт було визнано недоцільним. Підводний човен підлягає списанню. За даними на початок 2022 року, підводний човен залишається на заводі.